# L'amore è una cosa meravigliosa (album)
L'amore è una cosa meravigliosa è un album di Christian del 1991.
Fu prodotto e distribuito dalla Duck Records.

## Tracce
1. L'amore è una cosa meravigliosa
2. Il nostro concerto
3. Magic moments
4. Accarezzame
5. la vie en rose
6. Settembre noi
7. Fumo negli occhi
8. Scandalo al sole
9. Vivrò
10. Non dimenticar
11. Nessuno al mondo
12. Dicitenciello vuie